# Hafen von Tel Aviv

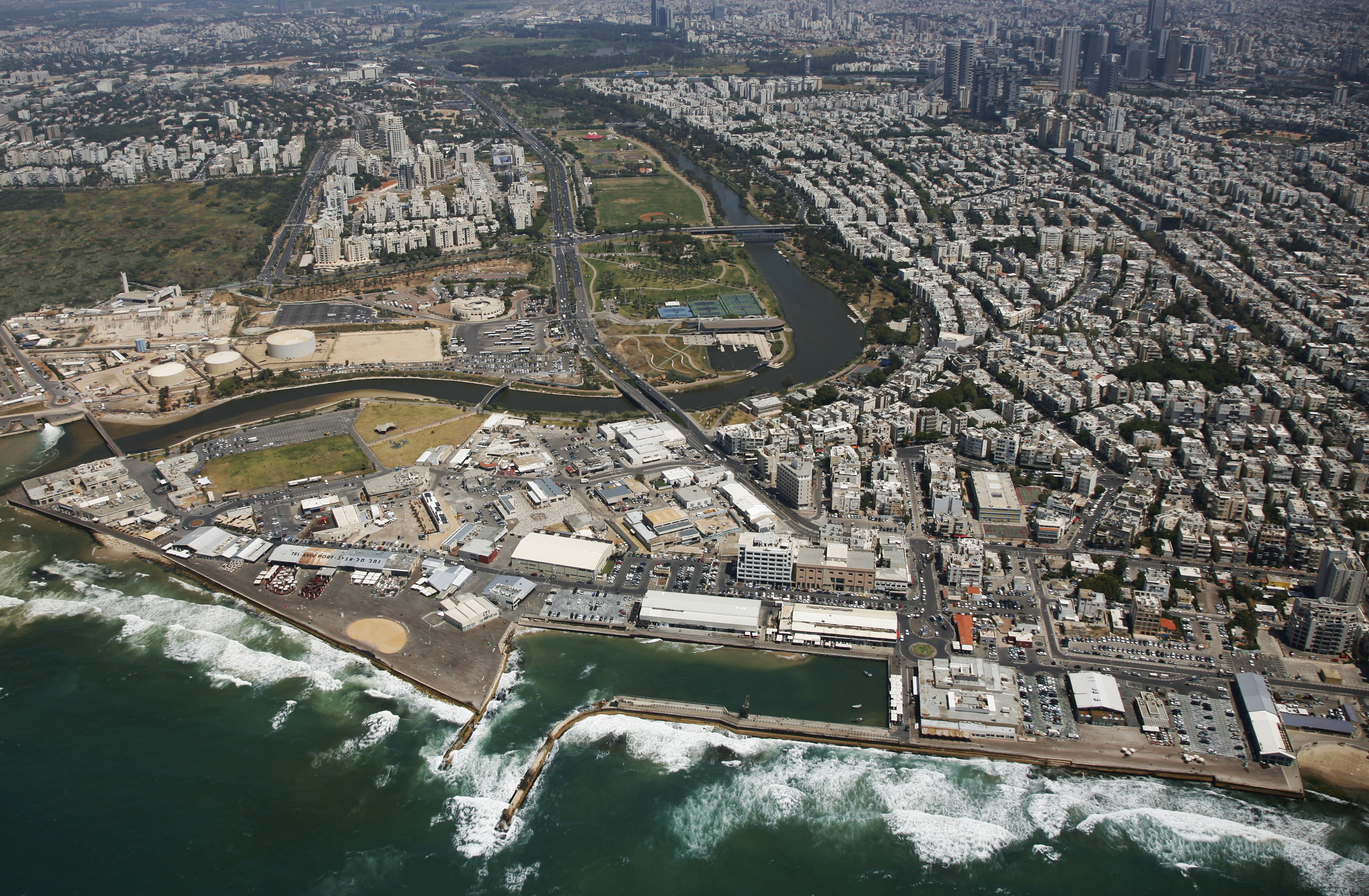
Luftbild des Hafens

Der Hafen von Tel Aviv (hebräisch נְמֵל תֵּל אָבִיב Nəmel Tel Avīv) war ein zwischen 1938 und 1965 genutzter Hafen in Tel Aviv in Israel, südlich der Mündung des Flusses Yarkon.

## Die Geschichte des Hafens
Am 19. April 1936 brach ein arabischer Aufstand aus, beginnend mit einem Streik, der den Hafen von Jaffa lahm legte und den Export von Zitrusfrüchten unterbrach. Am 15. Mai 1936 erlaubten die Briten den Bau eines Landungsstegs als provisorische Maßnahme. Sie vermieden es, das Bauvorhaben als Hafen zu bezeichnen. Am nächsten Tag begann der Bau des hölzernen Bauwerks unweit des Geländes der Levante-Messe. Bereits am folgenden Tag war es fertig. Am 19. Mai 1936 legte das erste Schiff an, die Chaterly aus dem Königreich Jugoslawien, die 1000 t von freiwilligen Trägern gelöschte Zementsäcke lieferte. Der Vorgang gab Anlass zu einem offiziellen Festakt mit Meir Dizengoff und zu allgemeiner Begeisterung der Bevölkerung in Tel Aviv. Der Holzkai begann jedoch schon bei der nur teilweise erfolgten Löschung einzubrechen, weshalb am 20. Mai 1936 die Bauarbeiten für eine Metallkonstruktion begannen.
Die Mandatsverwaltung beteiligte sich nicht an der Finanzierung des Hafens. Auch der Stadtverwaltung verbot sie es, sich an den Kosten zu beteiligen. Der Hafen wurde aber vom ersten Tag an besteuert. Da sich die Mandatsmacht auch gegen den Bau von Zugangsstraßen aussprach, gründete der Jischuv das Privatunternehmen Otzar Mifʿalej Jam (אוֹצָר מִפְעֲלֵי יָם). Beteiligt waren die Jewish Agency, das Unternehmen Solel Boneh der Histadrut und jüdische Zitruspflanzer, Bankiers und Privatpersonen. Die zur Fremdkapitalaufnahme gezeichneten Aktien im Wert von 100.000 £P waren in weniger als einer Woche sämtlich gezeichnet. Als Hafenarbeiter wurden Juden aus Thessaloniki angeworben, die seit 1933 bereits im Hafen von Haifa gearbeitet hatten.
Im ersten Jahren seines Betriebs erreichte der Hafen 3 % von Palästinas Importen und 1 % der Exporte. Danach nahm das Volumen mit 126.000 t (1937) und 196.000 t (1938) deutlich zu. Dies war mehr als der Hafen von Jaffa im gesamten Zeitraum von 1925 bis 1928 erreicht hatte. Spätere Rekordjahre waren 1939 mit 158.000 t Import und 95.500 t Export und 1948 mit 197.000 t Import und 58.500 t Export. Beide Rekordjahre überstiegen die Spitzenleistungen des Hafens von Jaffa in den Jahren 1931 und 1932. Tel Avivs Anteil am Außenhandel Palästinas erreichte jedoch auch mit diesen Zahlen in den Jahren 1939–1940 nur einen Anteil von 11,1 %. Damit lag Tel Aviv weit hinter Haifa, dem größten Hafen in Palästina.
Die Gegend rund um den Hafen wurde wie der nördliche Straßenverlauf des Rechov ha-Jarqon und das Kraftwerk Reading in den 1930er Jahren bebaut. Der Hafen von Tel Aviv wurde mit Fertigstellung des Hafens in Aschdod 1965 geschlossen und das Areal wurde ein Lagerbereich. In den 2000er Jahren wurde es renoviert und zu einem Gewerbe- und Naherholungsgebiet umgestaltet. Der Hafen von Tel Aviv war ein Teil eines großen Neubaugebietes, genannt „die Yarkon-Fluss-Halbinsel“. In Jaffa gibt es einen kleinen Fischerhafen sowie eine Marina.

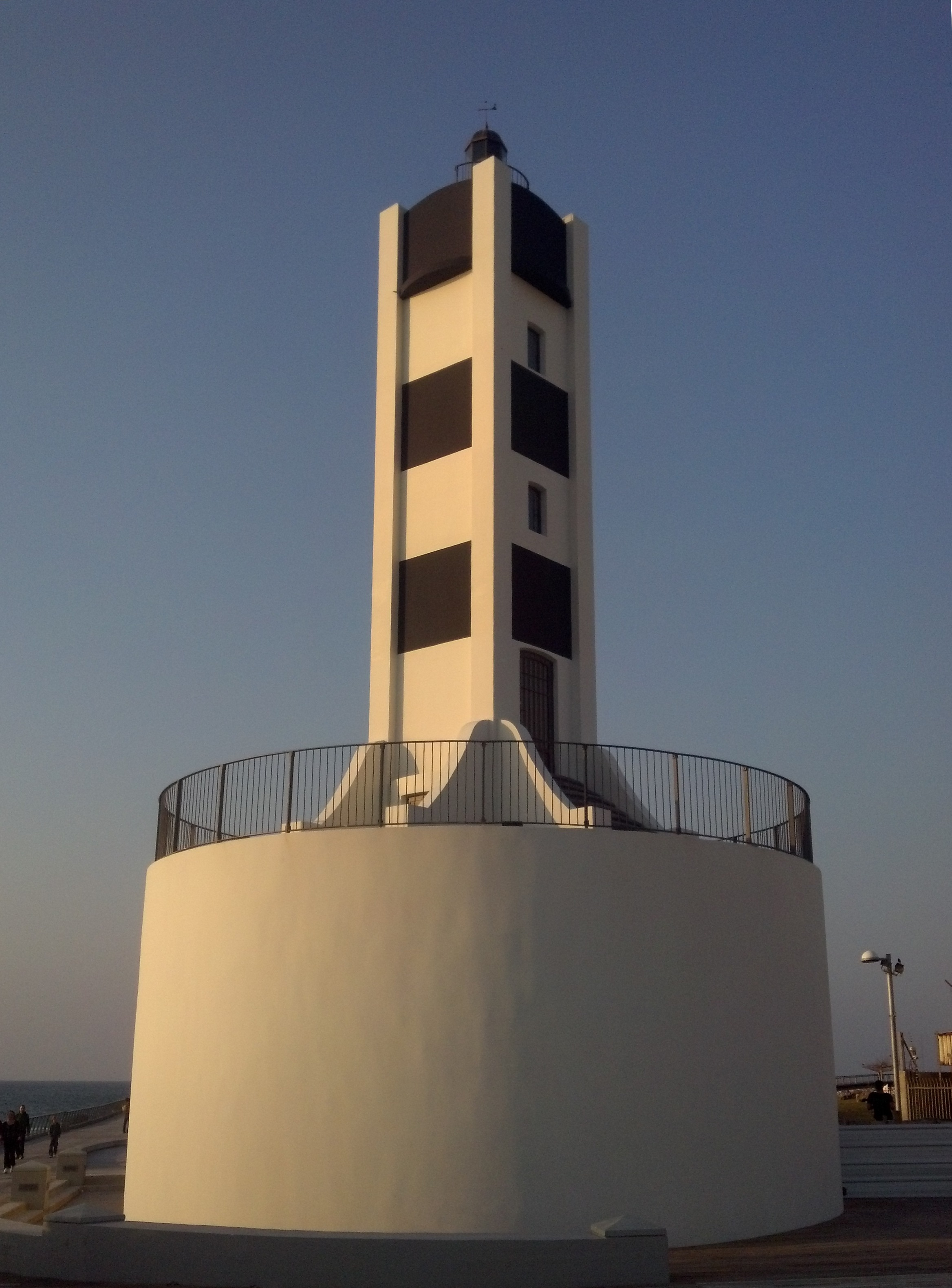
Leuchtturm Reading
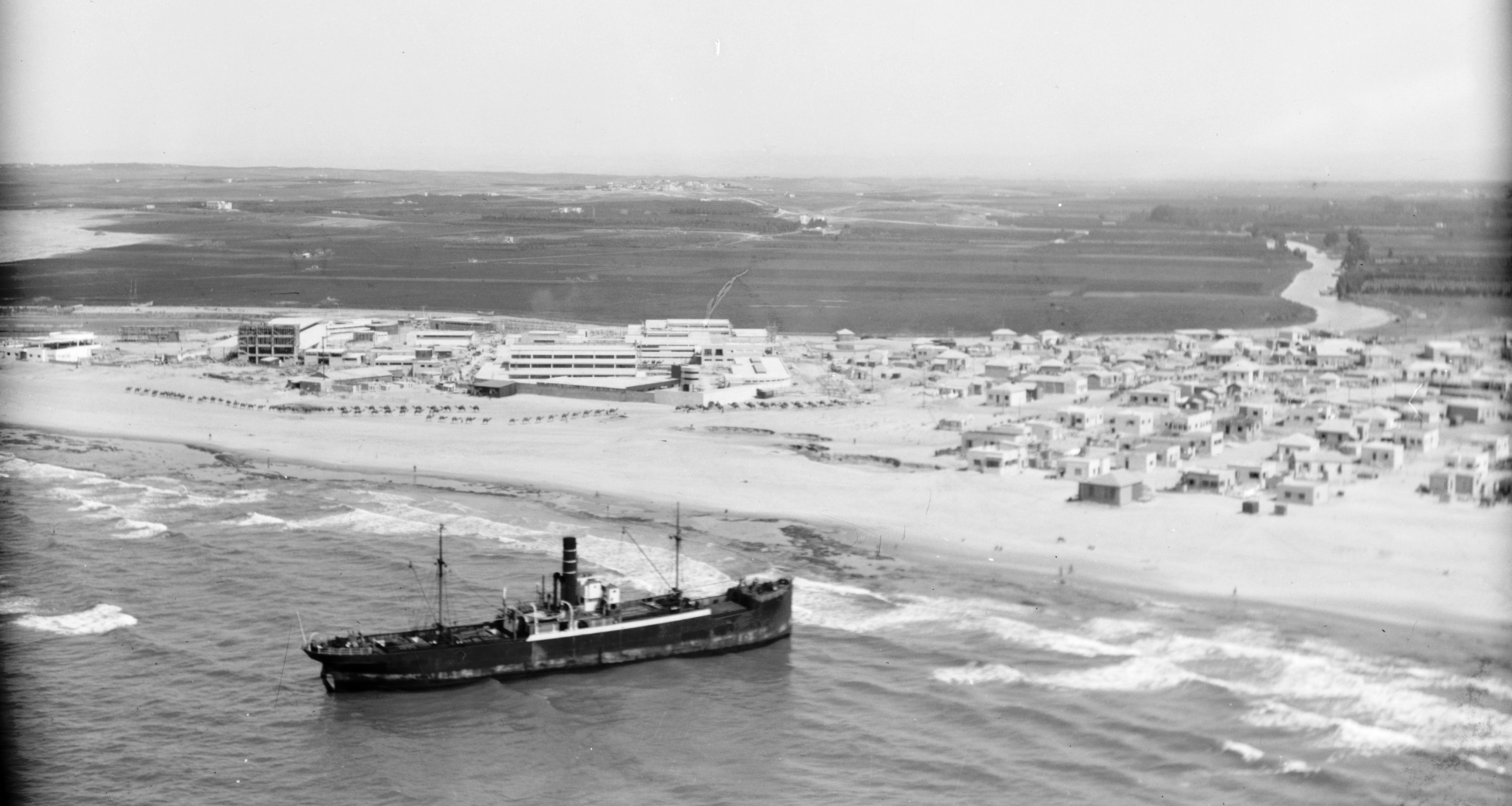
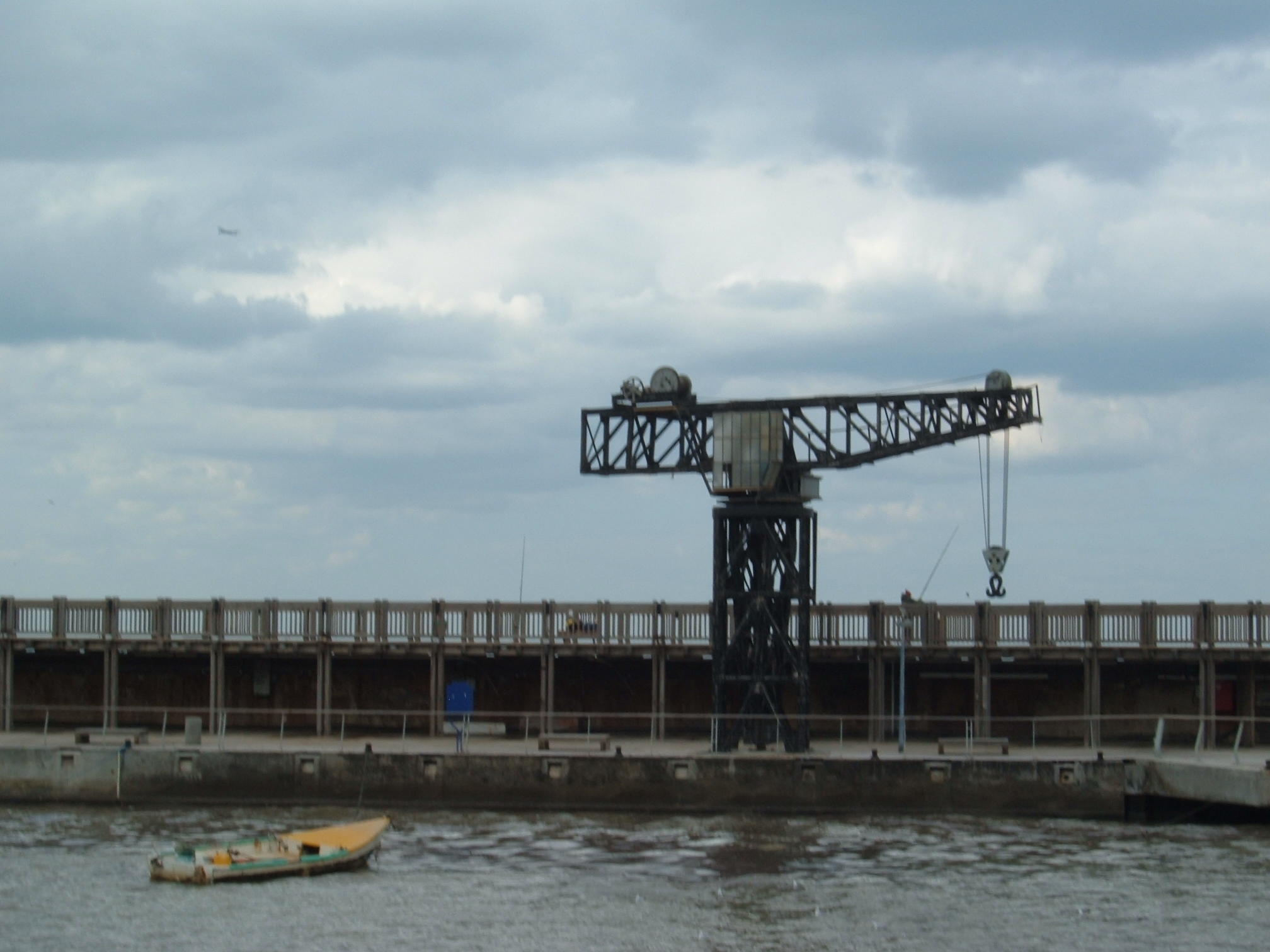
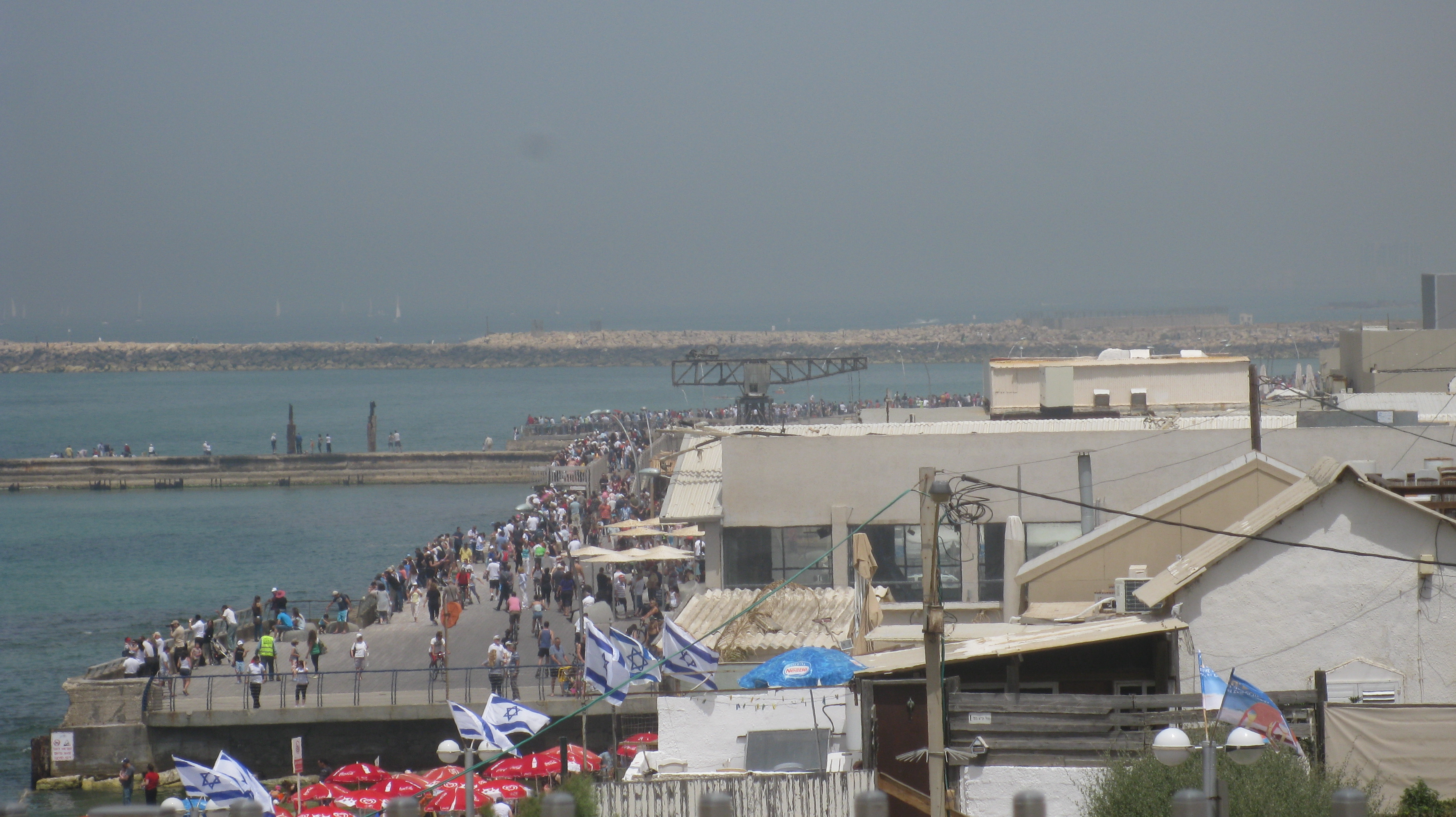